# Gimnazjum i Liceum Towarzystwa Szkoły Mazowieckiej
Gimnazjum i Liceum Towarzystwa Szkoły Mazowieckiej – nieistniejące już gimnazjum i liceum ogólnokształcące męskie w Warszawie.

## Historia szkoły
Męskie gimnazjum założone przez Towarzystwo Szkoły Mazowieckiej w 1905. Wśród członków założycieli byli Mieczysław Marszewski i późniejszy dyrektor szkoły do 1925, Kazimierz Kujawski.
Pierwszą siedzibą był budynek przy ul. Hożej 27, następna siedziba to ulica Śniadeckich 8 oraz Nowy Świat 31 i w 1912 szkoła została przeniesiona do budynku powstałego dla Szkoły, przy ulicy Klonowej 16, którego architektem był Henryk Gay. Budowę szkoły sfinansowało Towarzystwo Szkoły Mazowieckiej.
W 1909 uczniowie szkoły założyli klub piłkarski Korona. Jesienią 1912 Stanisław Małagowski zakłada pierwszy pluton harcerski przyszłej 21 WDH im. gen. Prądzyńskiego.
W latach 1925–1933 dyrektorem Szkoły był Stanisław Świetlicki. Dnia 22 maja 1928 nastąpiło poświęcenie sztandaru szkoły, zaprojektowanego przez prof. Dzieżbickiego. Dokonał tego nuncjusz apostolski ks. abp Francesco Marmaggi w obecności przedstawiciela ministerstwa oświaty oraz warszawskiego kuratorium oświaty.
W 1933 dyrektorem szkoły zostaje Stefan Pogorzelski i kieruje nią do końca 1939 roku.
W latach 30. została powołana Szkoła Powszechna i Szkoła funkcjonowała pod nazwą „Zakłady Naukowe Towarzystwa Szkoły Mazowieckiej”.
W latach 1937/38 nastąpiła rozbudowa gmachu szkolnego – sfinansowana ze środków własnych Towarzystwa oraz pożyczką z Banku Gospodarstwa Krajowego.
W okresie II wojny światowej w budynku szkoły był umieszczony niemiecki szpital wojskowy.
Po wojnie Szkoła Towarzystwa nie została reaktywowana, w budynku zaś umieszczone zostało Liceum im. Narcyzy Żmichowskiej.

## Członkowie Towarzystwa
Członkami Towarzystwa Szkoły Mazowieckiej było wiele znanych osób, jak również rodziców uczniów samej Szkoły.
- Zygmunt Arct – księgarz i wydawca[11],
- Emil Fryderyk Gerlach – przemysłowiec i działacz społeczny[12],
- Czesław Jankowski – adwokat, varsavianista[13],
- Marian Kiniorski – polityk, senator w II RP,
- Teodor Władysław Kisiel-Kiślański – inżynier drogowiec, działacz społeczny[14],
- Jan Gwalbert Stefan Laurysiewicz – działacz społeczny, senator II RP[15],
- Jan Adam Patzer, wraz z żoną Marią,
- Marian Antoni Roszkowski – lekarz[16],
- Aleksander Wasiutyński – profesor Politechniki, ekspert kolejnictwa,
- Andrzej Wierzbicki – inżynier, działacz gospodarczy i polityczny[17].

## Nauczyciele
Wśród kadry nauczycielskiej jest wielu późniejszych ludzi nauki i sztuki.
- Wacław Granzow – malarz, nauczyciel rysunków[18][10],
- ks. Henryk Hilchen – nauczyciel religii i ekonomii[19][20],
- Janusz Iwaszkiewicz – historyk[21][22],
- Jerzy Kierst – prozaik i poeta, krytyk teatralny, nauczyciel jęz. polskiego[10],
- Tadeusz Mayzner – dyrygent, kierownik chóru, nauczyciel śpiewu[23][24],
- Czesław Makowski – rzeźbiarz i medalier, nauczyciel rysunku i modelowania[22],
- Wacław Wincenty Makowski – prawnik, polityk marszałek Sejmu, wicemarszałek Senatu, nauczyciel prawoznawstwa[22],
- Sławomir Miklaszewski – gleboznawca, profesor Politechniki Warszawskiej, nauczyciel nauk przyrodniczych[22],
- Bogdan Roman Nawroczyński – pedagog i historyk pedagogiki, nauczyciel logiki i psychologii[22],
- Stanisław Jan Ignacy Przyłęcki – biochemik kierownik Zakładu na Uniwersytecie Warszawskim, nauczyciel biologii[25][22],
- Antoni Rybarski – historyk, archiwista[26][22],
- Stefan Zawadzki – polonista[27][20],
- dr Teodor Drabczyk – lekarz szkolny[28].

## Uczniowie i absolwenci
Wychowanie patriotyczne było w szkole na wysokim poziomie. Uczniowie, również podejmowali różnego rodzaju działania pozaszkolne. Absolwenci Szkoły Ziemi Mazowieckiej w czasie wojny i okupacji działali czynnie na wielu frontach toczących się walk.
- Bogdan Arct – pilot myśliwców w Anglii,
- Witold Arct – lekarz[29],
- Marcin Chrostowski – dominikanin, kapelan w 1 Dywizji Pancernej gen. Maczka[30],
- Jan Czartkowski – oficer rez., aktywny działacz SN[31],
- Leszek Demby – żołnierz AK ps. “Sosnowski” zgrupowania “Jeleń”, poległ w czasie Powstania Warszawskiego[32],
- Tadeusz Faryna – lekarz[33],
- Hieronim Fiodorow – działacz społeczny, muzealnictwa i ochrony zabytków[34],
- Krzysztof Zdzisław Henisz – artysta plastyk[35], autor sztandaru drużyny harcerskiej[36],
- Tadeusz Hornziel – komendant Straży Pożarnej w Olsztynie[37],
- Zbigniew Janicki – pilot w czasie II wojny światowej[38],
- Stanisław Jankowski – architekt-urbanista[39],
- Jacek Karpiński – projektant polskiego komputera[40],
- Jerzy Klewin – adwokat i radca prawny[41],
- Witold Czesław Krassowski – architekt[42],
- Aleksander Krzymiński – profesor w Wyższej Szkole Kultury Społecznej w Toruniu[43],
- Tadeusz Krzyżewicz – żołnierz batalionu „Zośka”[44],
- Zbigniew Korwin-Kuczyński – żołnierz II Korpusu gen. Andersa[45],
- Tadeusz Loth – założyciel i prezes spółdzielni „Okęcie”[46],
- Zbigniew Maciejowski – autor tekstów, kompozytor[47],
- Jacek Majewski – żołnierz batalionu „Zośka”[44],
- Stanisław Małagowski – komendant pociągu pancernego „Śmiały”[7],
- Ignacy Hugo Matuszewski – działacz polityczny, szef II oddziału Sztabu Gen.[48],
- Stefan Mirowski – instruktor ZHP[49],
- Tadeusz Mirowski – żołnierz batalionu „Zośka”[44],
- Zbigniew Miziołek – pracownik naukowy Instytutu Metali Nieżelaznych w Gliwicach[50],
- Janusz Pajewski – dydaktyk[51],
- Henryk Karol Patzer – zastępca Delegata Rządu RP na m.st Warszawą, działacz SN[52],
- Bohdan Pawłowicz – pisarz, dziennikarz[53],
- Janusz Witold Preyss – żołnierz 2 Dywizji Strzelców Pieszych, działacz samorządowy[54],
- Jan Rodowicz – harcerz, żołnierz Szarych Szeregów i AK[55],
- Andrzej Romocki – harcmistrz, żołnierz Szarych Szeregów, kapitan AK[56],
- Jan Romocki – harcerz, podporucznik AK[57],
- Kazimierz Rudzki – aktor, reżyser, dyrektor teatru, pedagog[58],
- Sławomir Siekierski – żołnierz 2 korpusu gen. Andersa, pracownik Instytutu Badań jądrowych[59],
- Witold Kazimierz Sosnowski – matematyk, harcmistrz[60],
- Jan Strzelecki – socjolog[61],
- Tomasz Szweycer – ekonomista, założyciel, organizator i dyrektor Biura Jakości przy Komitecie Normalizacji[46],
- Stanisław Sieradzki – harcerz, żołnierz batalionu „Zośka”[62],
- Kazimierz Studziński – inżynier mechanik, konstruktor samochodów, profesor Politechniki Warszawskiej[63],
- Wiktor Sudra – inżynier mechanik, profesor Politechniki Warszawskiej[64],
- Józef Szostak – pułkownik dyplomowany służby stałej kawalerii[65],
- Bolesław Karol Świętochowski – żołnierz 2 korpusu gen. Andersa[66],
- Kordian Tarasiewicz – dyrektor rodzinnej palarni kawy „Pluton”[46],
- Alfred Tarski – filozof, logik i matematyk pracujący w USA[67],
- Mieczysław Thugutt – polityk i działacz ludowy,
- Henryk Wars – kompozytor, dyrygent, autor tekstów[68],
- Kazimierz Wasiłowski – żołnierz batalionu „Zośka”[44],
- Jeremi Wasiutyński – filozof i astrofizyk[69],
- Jan Józef Więckowski – harcerz, magister ekonomii[70],
- Adam Wolff  – historyk, archiwista, profesor Uniwersytetu Warszawskiego, żeglarz, działacz sportowy, olimpijczyk z Amsterdamu 1928[71],
- Jerzy Wolff – ksiądz, malarz, grafik, krytyk sztuki[72],
- Stanisław Zenon Zakrzewski – oficer wywiadu „dwójki”[73],
- Ryszard Zarzycki – żołnierz batalionu „Zośka”[44],
- Tadeusz Leon Józef Zawadzki – harcerz, komendant Grup Szturmowych,
- Wojciech Zawadzki – pedagog[27],
- Stanisław Żaryn – architekt, urbanista[74],